# Dasumia mariandyna
Dasumia mariandyna là một loài nhện trong họ Dysderidae.
Loài này thuộc chi Dasumia. Dasumia mariandyna được miêu tả năm 1979 bởi Brignoli.